# Antonio Cassano
Antonio Cassano (født 12. juli 1982) er en italiensk tidligere fodboldspiller. Han spillede gennem karrieren blandt andet for klubberne Real Madrid CF, AS Roma, Sampdoria, AC Milan og AS Bari.